# オーストラリアの日本語補習授業校
本項では、オーストラリアにおける日本語補習授業校について説明する。日本語補習校は、海外在住の日本人を対象に日本語補習を行っている。オーストラリアには主要な日本語補習校が4校あり、いずれも文部科学省により補習学習校として指定されていて、週末に日系オーストラリア人と日本人他に日本語教育を提供している。

## キャンベラ日本語補習校
キャンベラ日本語補習校（CJSS）は1988年8月1日に設立された、オーストラリアのキャンベラ在住の日本人を対象とした日本語補習学校。ディーキンのアルフレッド・ディーキン高校でクラスを開催し、ヤラルムラに学校事務所がある。
2011年の時点で、約60名の学生の半数が日本とオーストラリアの二重国籍者である。

## メルボルン国際日本語学校
メルボルン国際日本語学校（MISJ）は、オーストラリアのメルボルンにある週末日本語補習校。幼稚園から高校まで対応しており、授業は土曜日に南オークリーの南オークリー小学校で行われる。

### 歴史
全日制の日本人学校であるメルボルン日本人学校は、以前の補習校から形成されたため、それに代わる新しい補習プログラムとして開設された。JSM が設立された時点で、すでにオーストラリアの学校に通っている子供を持つ日本人家族が存在し 、その多くは永住者だった。そのため、新しい補習校の需要があった。
MISJは1986年に開かれた。学校はJSMに取って代わるために設立されたため、日本政府は新しい補習校とほとんど関係がなかった。MISJは1995年に外国人学生の受け入れを開始した。これらの学生は、日本語能力に基づいて少人数のクラスに分けられた。
以前は、学校はブライトンのブライトングラマー スクールでクラスを開催していた。学校は後にクラスをオーモンドのキルビントンガールズグラマースクールに移し 、次に南オークリーの南オークリー小学校に移した。

### 学生
1995年4月、MISJ の日本全国クラスには合計232名の学生が在籍しており、その中には混血の一部日本人の学生と23名の国際クラスの学生が含まれていた。全国クラスは、幼稚園児53名、小学生129名、中学生38名、高校生12名であった。 2005年には、学校はすべての部門で合計324人の学生を擁し、そのうち315人は国内クラスの学生、9人は国際クラスの学生だった。全国クラスは、幼稚園児73名、小学生169名、中学生3名、高校生30名だった。

## クイーンズランド日本語補習授業校
クイーンズランド日本語補習授業校（JLSSQ）は、オーストラリアのクイーンズランド州にある日本人と日系オーストラリア人を対象とした週末の日本語補習学校。
この学校は二つの学校で構成されており、どちらも日本人の教師が在籍している。ブリスベン校は、コリンダにあるセントエイダンズアングリカンガールズスクールにクラスを、タリンガに事務所を構えている。 ゴールドコースト校は、メリマックのオールセインツアングリカンスクールにクラスがあり、サーファーズパラダイスに事務所がある。

## ブリスベン国際日本語学校
2023年末に文科省・外務省に認可された在外教育施設。ブリスベンのCoorparooの高校の校舎を借用して授業を行っている。設立は2014年5月。